# Euxoa melana
Euxoa melana là một loài bướm đêm trong họ Noctuidae.